# Nanekarwadi
Nanekarwadi es una  ciudad censal situada en el distrito de Pune en el estado de Maharashtra (India). Su población es de 1265 habitantes (2011). Se encuentra a 27 km de Pune.

## Demografía
Según el censo de 2011 la población de Nanekarwadi era de 12654 habitantes, de los cuales 7442 eran hombres y 5212 eran mujeres. Nanekarwadi tiene una tasa media de alfabetización del 89,56%, superior a la media estatal del 82,34%: la alfabetización masculina es del 92,47%, y la alfabetización femenina del 85,30%.